# Vanja Vojnova
Vanja Najdenova Vojnova (in bulgaro Ваня Найденова Войнова?; Sofia, 27 dicembre 1934 – Sofia, 9 marzo 1993) è stata una cestista bulgara.
È stata inserita nella FIBA Hall of Fame nel 2007, sei anni dopo il suo ingresso nella Women's Basketball Hall of Fame. Era la moglie di Cvjatko Barčovski e la madre di Rosen Barčovski.

## Carriera
Ha sempre giocato con la maglia bianconera dello Slavia Sofia. La Vojnova ha esordito in prima squadra nel 1950 e nel 1952 ha vinto il suo primo trofeo: la Coppa di Bulgaria. Ha conquistato il trofeo nuovamente nel 1953, 1955, 1956 e 1966.
Nel 1954 ha partecipato agli Europei di Belgrado, conquistando la medaglia di bronzo. Tre anni dopo, vince il suo primo titolo nazionale con lo Slavia: in totale, ne avrebbe conquistati otto (1957, 1958, 1959, 1961, 1962, 1963, 1964 e 1965).
Intanto, con la nazionale la Vojnova vince l'unico titolo europeo, nel 1958 a Łódź. L'anno successivo lo Slavia vince la sua prima Coppa dei Campioni, bissata nel 1963, e la nazionale giunge alla finale dei Mondiali a Mosca. Agli europei di casa, nel 1960, la Bulgaria chiude al secondo posto e conquista l'argento anche nel 1964.
La Vojnova ha vinto il primo trofeo come sportiva dell'anno in Bulgaria nel 1958 ed è stata scelta nel quintetto delle migliori giocatrici al mondiale del 1959.

## Palmarès
- Europei: 1
Bulgaria: 1958
- Coppa dei Campioni: 2
Slavia Sofia: 1959, 1963
- Campionato bulgaro: 8
Slavia Sofia: 1957, 1958, 1959, 1961, 1962, 1963, 1964, 1965
- Coppa di Bulgaria: 5
Slavia Sofia: 1952, 1953, 1955, 1956, 1966